# Kościół Wniebowzięcia Najświętszej Maryi Panny w Caselle Landi
Kościół Wniebowzięcia Najświętszej Maryi Panny (wł. Chiesa dell'Assunzione della Beata Vergine Maria), powszechnie znany jako Chiesa dell'Assunta – rzymskokatolicka świątynia parafialna we włoskim mieście Caselle Landi, w Lombardii.

## Historia
Budynek przeszedł różne renowacje i przebudowy, w tym ostatnią po powodzi Padu w 1951 roku, która zdewastowała cały obszar Dolnego Lodi.

## Galeria

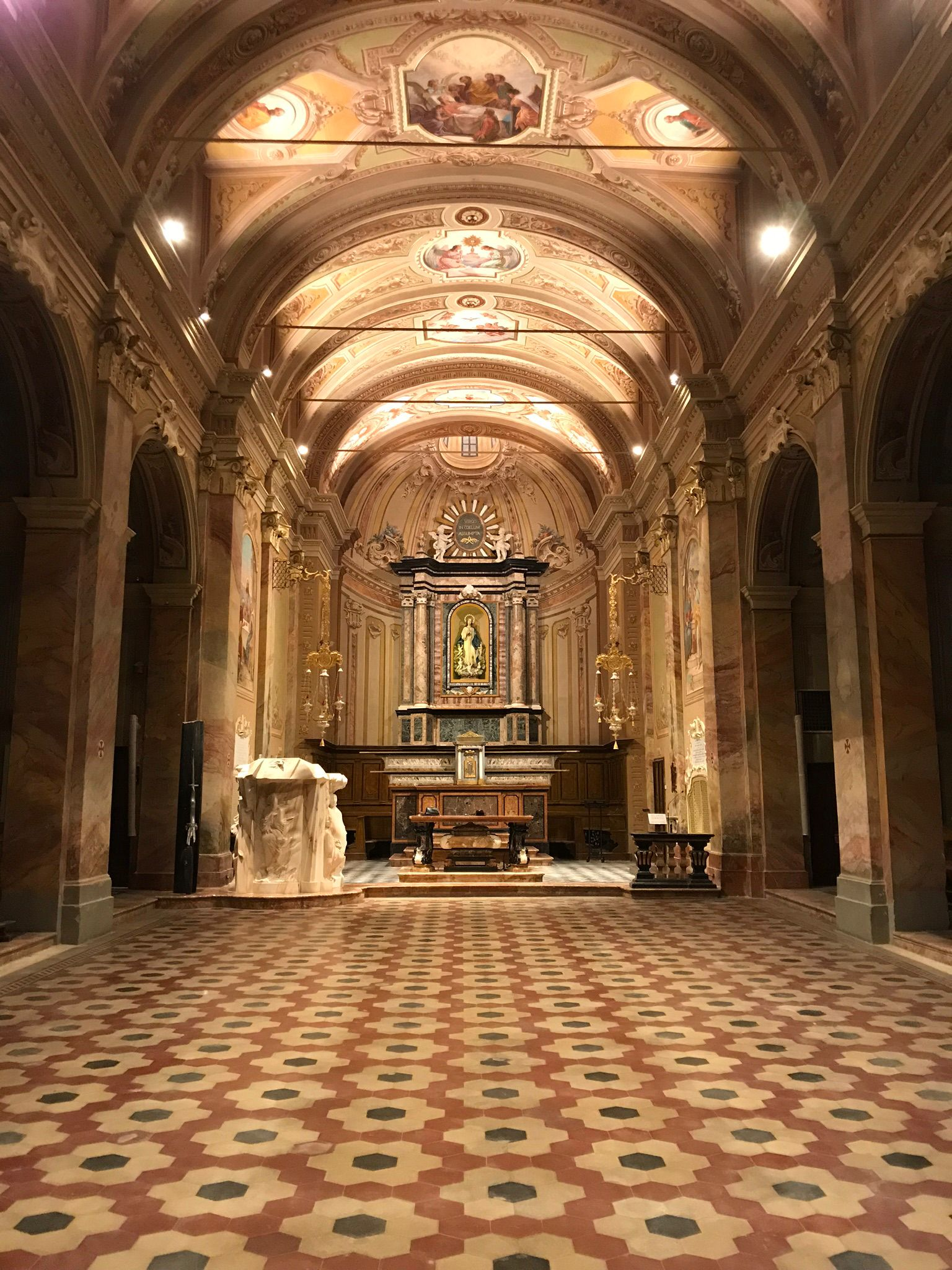
Wnętrze kościoła
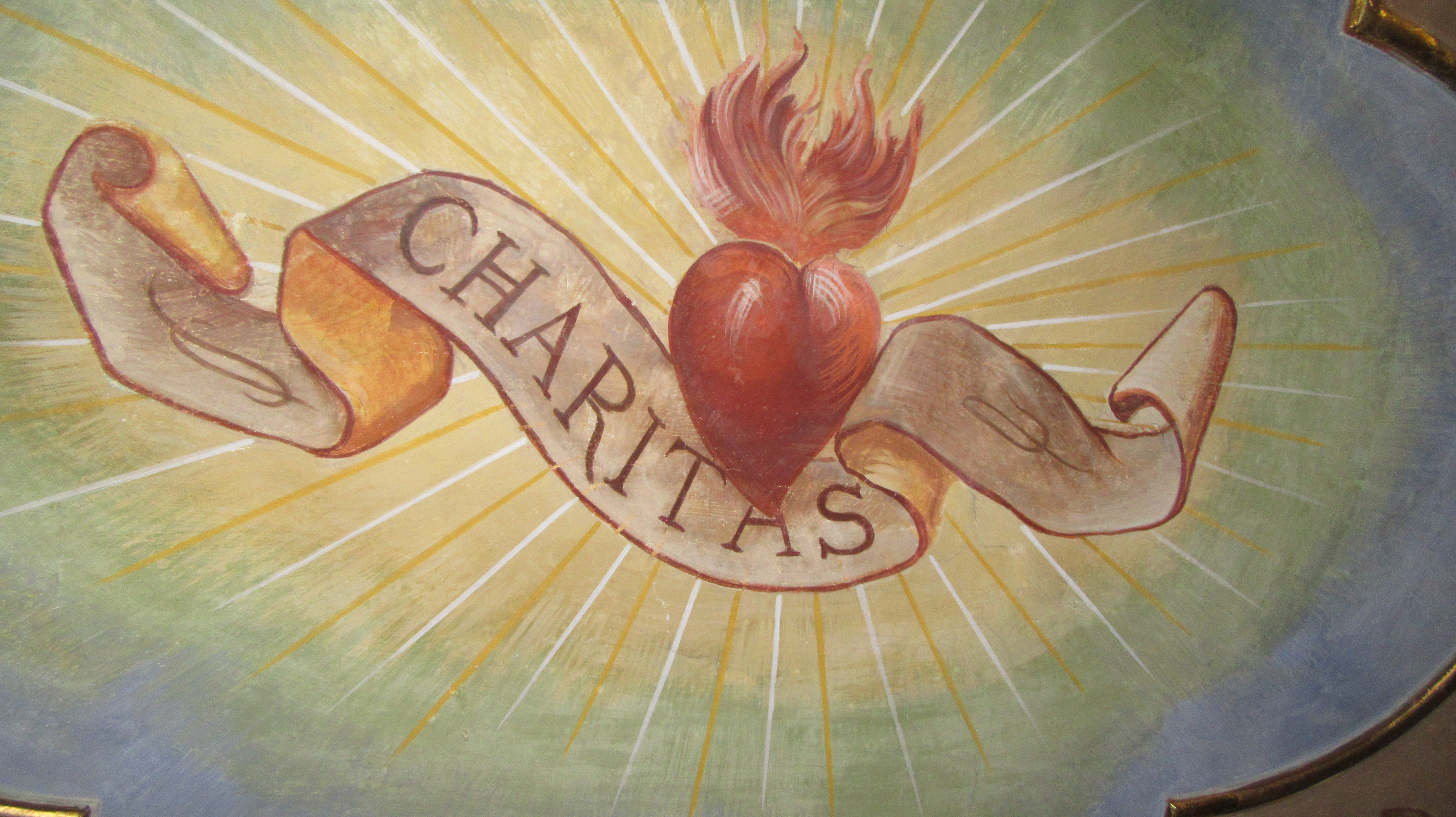
Fresk Serca Jezusowego na sklepieniu absydy
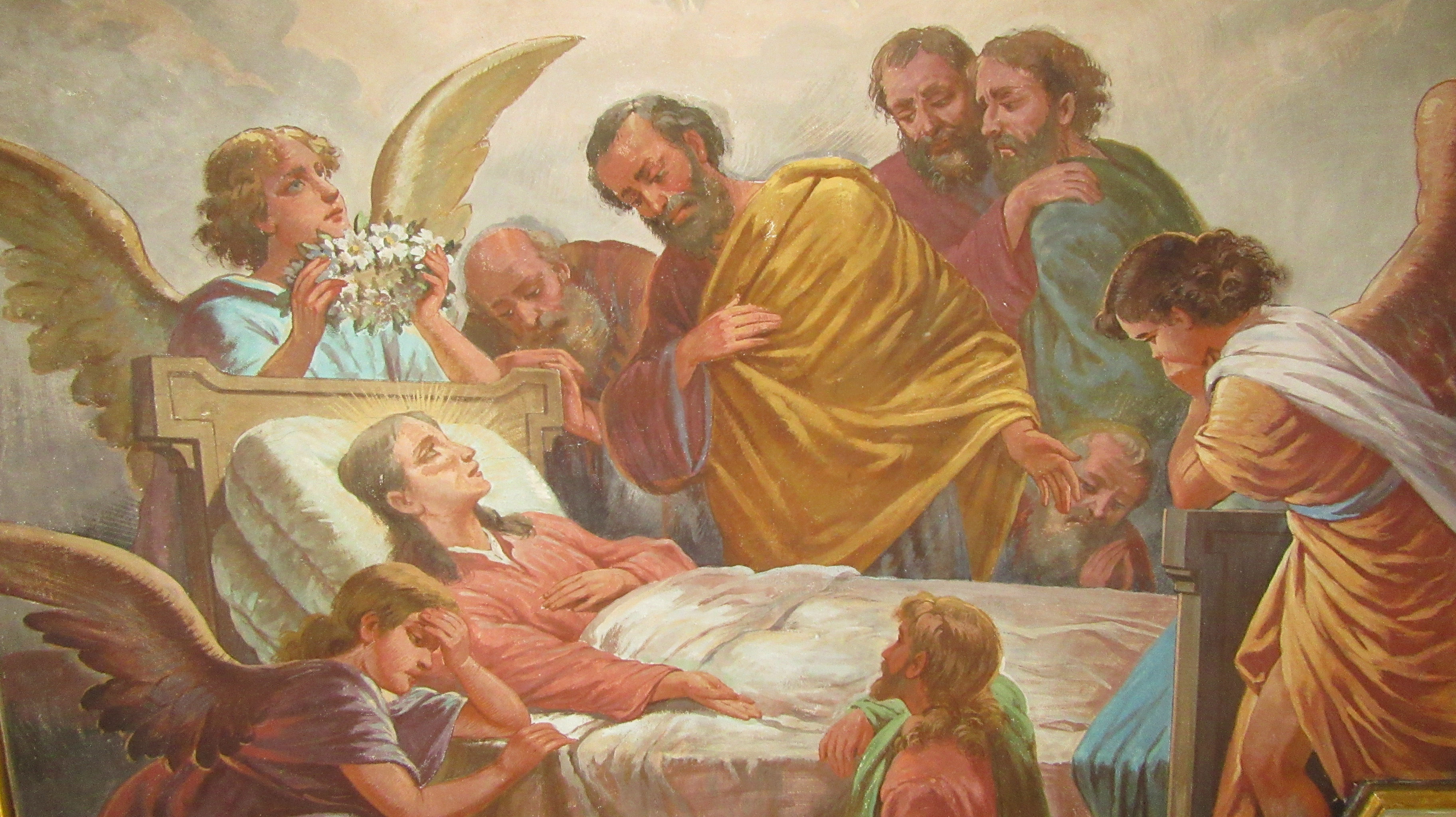
Fresk Zaśnięcia NMP w nawie głównej
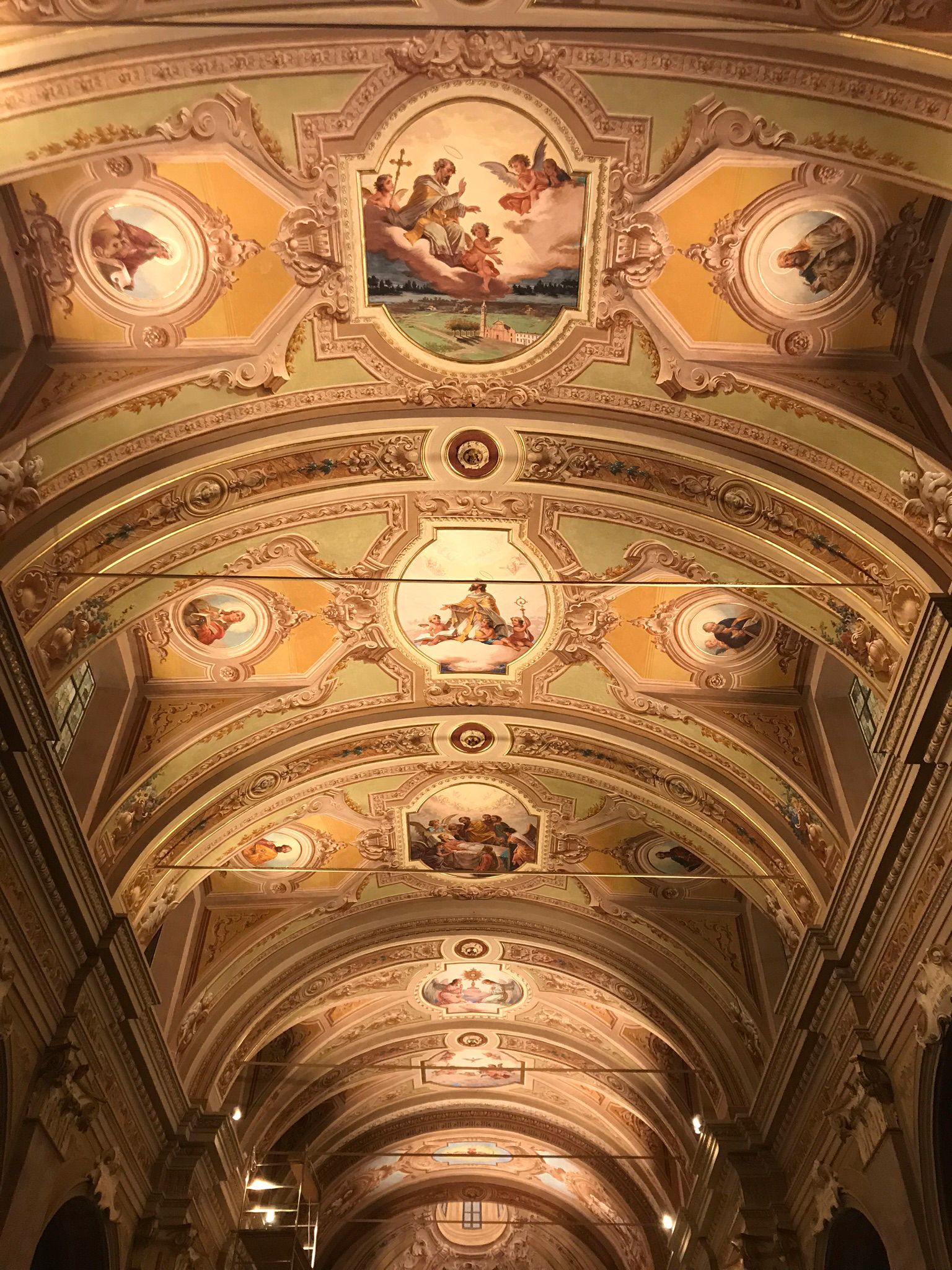
Sklepienie nawy po restauracji w 2019